# Darmstadt Colt 45
Die Darmstadt Colt 45 waren ein Baseballverein aus Darmstadt in den 1960er Jahren.
Darmstadt Colt 45 war eine Abteilung des Sportvereins Rot-Weiß Darmstadt und 1965 neben der Baseballabteilung von Bayern München, TB Germania Mannheim und VfR Mannheim eine von vier Mannschaften der Baseball-Bundesliga. Die Mannschaft zeigte 1966 unerwartet starke Leistungen, musste aber den Gewinn der Meisterschaft noch dem Titelverteidiger VfR Mannheim überlassen. Die beiden folgenden Spielzeiten 1967 und 1968 verliefen erfolgreicher für die Colt 45, als sie sich jeweils den deutschen Meistertitel sicherten. In den Reihen der Darmstädter standen auch Spieler der amerikanischen Besatzungstruppen. Da die Baseball-Bundesliga den Spielbetrieb ab 1971 bis 1981 einstellte, musste der Verein ebenfalls seine Aktivitäten mangels Spielgelegenheit nach der Saison 1970 beenden. Erst 1986 mit den Darmstadt Rockets und 1992 mit den Whippets gab es Nachfolger in Darmstadt.